# Freyja

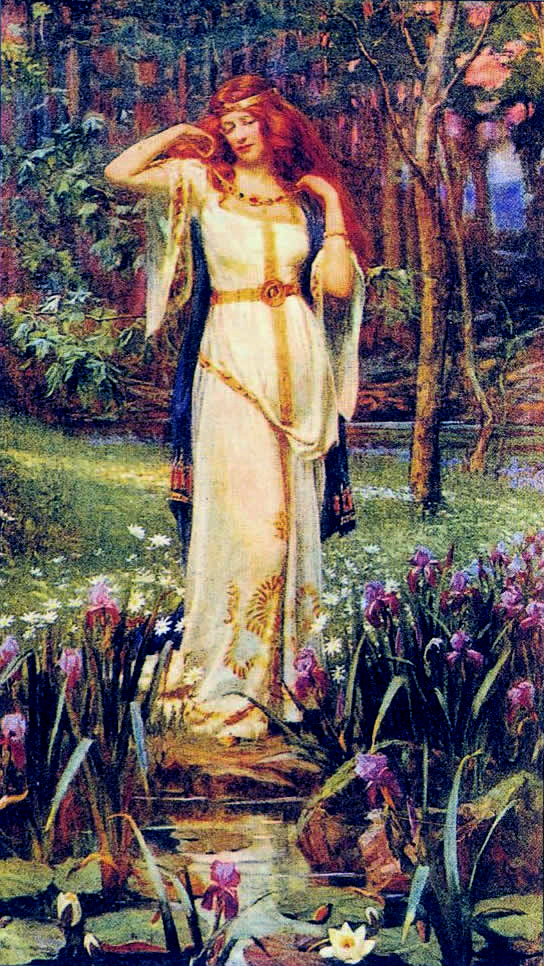
Nữ thần Freyja trong một bức tranh của họa sĩ Penrose

Freya (hay Freyja, Freja, Freia) là một nữ thần chính trong thần thoại Bắc Âu, và là một phần trong thần thoại Đức, bà là nữ thần của tình yêu, sắc đẹp, sự sinh sôi nảy nở của muôn loài, phép thuật và chiến trận. Tóc vàng, mắt xanh, và xinh đẹp, Freyja được mô tả là nữ thần đẹp nhất trong số các nữ thần, và con người cầu nguyện bà để đạt được hạnh phúc trong tình yêu. Bà còn được cầu nguyện để trợ giúp sự sinh sản, và những ngày mùa tốt đẹp.
Freyja còn có liên hệ với chiến tranh, chiến trận, ma thuật, những lời sấm truyền, và sự giàu có; các bộ tộc người Đức và Bắc Âu cổ xưa tin rằng linh hồn của những dũng sĩ chết trận sẽ được các Valkyrie đưa lên Asgard, nơi mà họ sẽ trở thành chiến binh của các vị thần và giúp chống lại bọn khổng lồ. Odin, vua của các vị thần, sở hữu một nửa các linh hồn chiến binh này (Einherjar), còn một nửa thuộc về Freya. Những phụ nữ quý tộc cũng tin rằng họ sẽ được đến lâu đài của Freya để phục vụ.
Tên của Freya có nguồn gốc từ chữ fráujo trong tiếng Gothic và có nghĩa là "công nương"; ngày nay gốc đó còn tồn tại trong từ Frau của tiếng Đức, Frue của tiếng Đan Mạch, Fru của tiếng Thụy Điển... có nghĩa là "quý bà, cô, phụ nữ" bởi theo nhà sử học Snorri Sturluson, tên của Freya đã được dùng như một danh hiệu cao quý để gọi các phụ nữ quý tộc.

## Truyện về Freyja

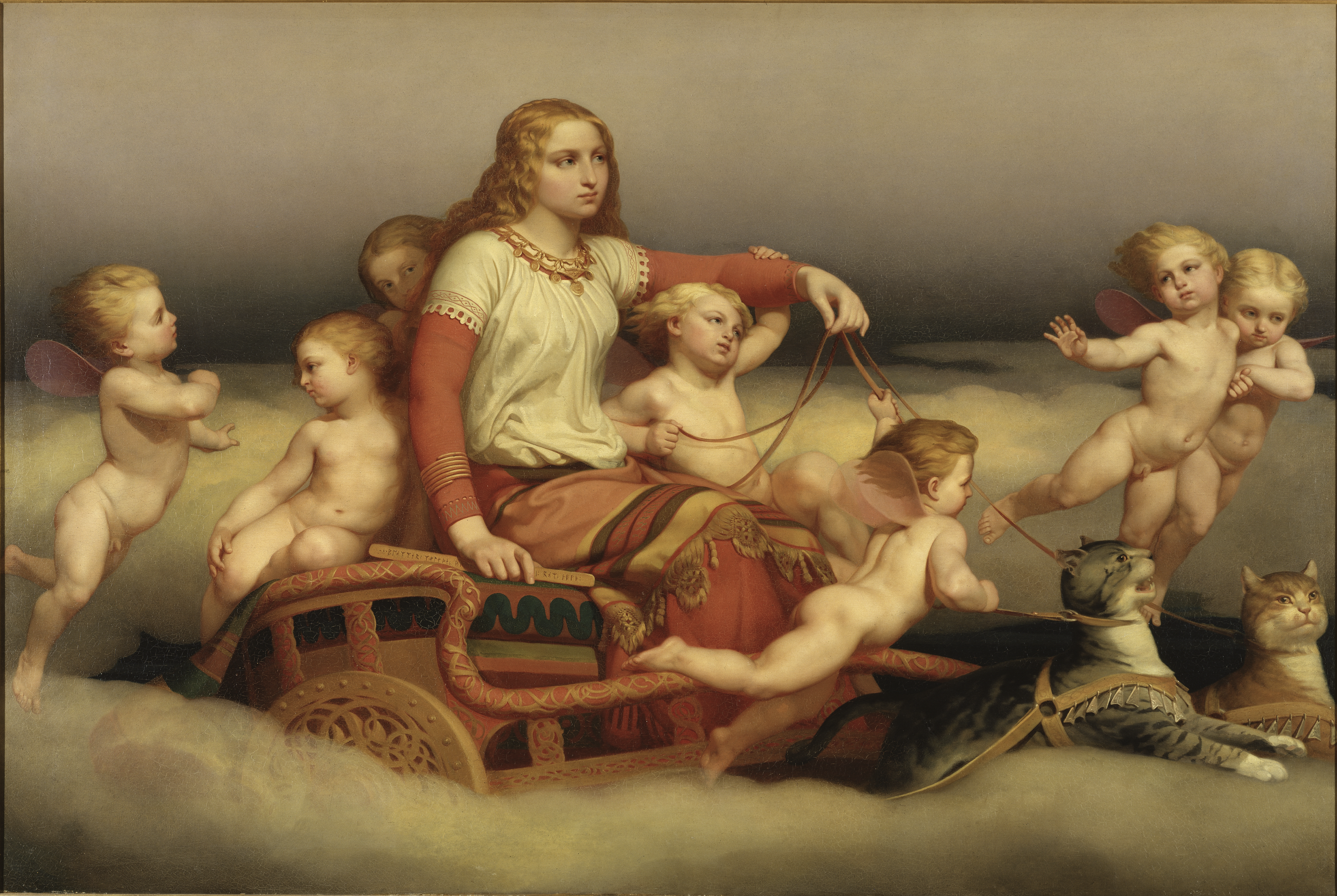
Freyja trên chiếc xe mèo kéo

Theo truyện kể của Snorri Sturluson và Viktor Rydberg, Freya là hình mẫu của sự thủy chung với chồng mình là Ódr. Họ đã lạc mất nhau sau khi Ódr chu du đến các miền đất xa xôi và không thấy trở về. Freya khóc không ngừng và nước mắt của vị nữ thần khi rơi xuống đất thì trở thành vàng, khi rơi xuống biển thì trở thành hổ phách. Freya nhiều lần rời bỏ thiên đình để đi tìm Ódr, người dân ở mỗi vùng đất bà đi qua đặt cho vị nữ thần một cái tên khác nhau. Cuối cùng, Freya cũng tìm được Ódr, nhưng ông đã biến thành một con quái vật ở biển. Freya ở cạnh người chồng quái vật để chăm sóc ông, nhưng một hôm khi bà đi vắng, có người đi ngang qua và hạ sát con quái vật. Thông cảm trước nỗi đau của Freya, các vị thần cho phép Ódr được hồi sinh và trở lại thiên đàng. Họ có hai người con gái là Hnoss và Gersemi, cũng cực kỳ xinh đẹp nên tên của họ được dùng để gọi những vật quý giá như châu báu và vàng ngọc.
Trong những bài thơ cổ ở Iceland, Freya có một chiếc áo choàng làm bằng lông chim ó, khi khoác vào có thể biến thành các loại chim khác nhau. Freya cũng thường cưỡi trên một cỗ xe kéo bởi hai con mèo cực lớn, hay trên một con lợn rừng chiến trận có lông bằng vàng. Vùng đất thiêng của Freya được gọi là Folkvang (chiến trường), nơi đặt tòa lâu đài Sessumnir (tòa sảnh có nhiều ghế ngồi). Tại nơi đây, hàng ngày Freya sắp đặt chỗ ngồi cho các chiến binh. Trong ngày tận thế của các vị thần (Ragnarok), Odin cùng các vị thần khác như Thor, Heimdall, Tyr và cả anh trai của Freya là Freyr đều chết bởi tay bọn khổng lồ được dẫn đầu bởi Loki và con sói quỷ Fenrir. Freya và Frigg duy nhất còn sót lại trong số các vị thần quan trọng, và những phong tục hiến tế cổ xưa được tiếp tục dâng lên cho Freya.

## Freya và Frigg
Ở các bộ tộc miền nam nước Đức ngày xưa, người ta không phân biệt Freya và Frigg, vợ của Odin, và họ được xem là một. Nhưng ở miền bắc, Freya và Frigg là khác nhau. Họ là hai vị nữ thần chính và được sùng bái nhiều nhất.
Trong 12 nữ thần phụ được nhắc đến trong cuốn Edda bằng văn xuôi của Snorri Sturluson thì Sjöfn, Lofn và Vár được xem là phụ tá của Freya trong khi 9 người còn lại là của Frigg (Saga, Fir, Gefiun, Fulla, Vör, Syn, Hlín, Snotra và Gná).

## Ảnh hưởng đến văn hóa hiện đại

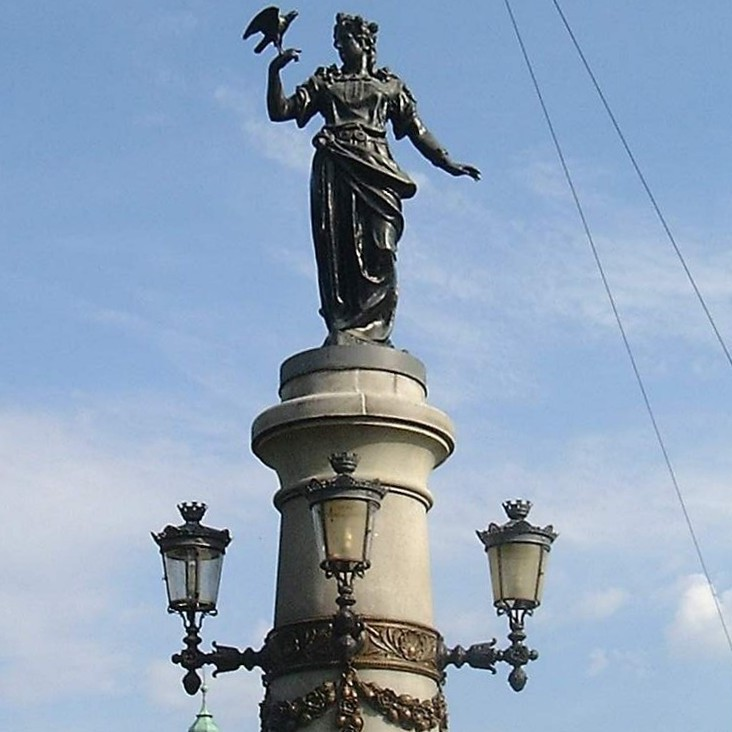
Tượng của nữ thần Freya tại thủ đô Stockholm của Thụy Điển. Con chim ó là một biểu tượng của Freya.

Ngày nay, Freya (và những dạng khác của tên này) đã trở thành một tên thông dụng dành cho nữ ở các nước Bắc Âu và Anh Quốc.
Theo các ngôn ngữ thuộc nhóm German (tiếng Đức, tiếng Thụy Điển, Đan Mạch, Na Uy, Hà Lan...) ngày thứ Sáu được có nghĩa là "Ngày của Freya" (tiếng Đức là Freitag, tiếng Đức cổ là Friiatag).
Người Bắc Âu xem mèo và cây tầm gửi là linh thiêng và có liên quan tới Freya, nữ thần tình yêu. Họ thường cầu nguyện đến Freya để được hạnh phúc trong tình yêu, cho mèo ăn no trước lễ cưới và đặt ra tục lệ hôn nhau dưới nhánh tầm gửi. Ngày nay ở Bắc Mỹ và châu Âu, người ta vẫn có phong tục hôn nhau vào lễ Giáng sinh dưới một nhánh cây tầm gửi.
Freya còn được biết đến dưới rất nhiều tên khác, nhưng trong đó nổi tiếng nhất là Vanadis (Nữ thần của tộc Vanir). Vanir là một trong hai chủng tộc của các vị thần Bắc Âu, họ là chúa của người Elf (tiên), được mô tả như những người xinh đẹp và yêu hòa bình. Chủng tộc còn lại là Æsir, những vị thần ưa chiến tranh. Cái tên Vanadis sau này được dùng để đặt tên cho nguyên tố hóa học Vanadium bởi Nils Gabriel Sefström, nhà hóa học Thụy Điển đã phát hiện ra nó vào năm 1830.
Freya cũng là một nhân vật trong vở opera Der Ring des Nibelungen (Chiếc nhẫn của Nibelung) của nhà soạn kịch người Đức Richard Wagner. Vở opera này được viết dựa trên một bài thơ cổ của Đức là Nibelungenlied (Bài ca của Nibelung), nhưng nó có ảnh hưởng rất lớn đối với văn học thế giới hiện đại, và bộ truyện The Lord of the Rings (Chúa tể của những chiếc nhẫn) sau này của nhà văn người Anh J. R. R. Tolkien cũng vay mượn nhiều chi tiết từ đó. Freya cũng xuất hiện trong loạt trò chơi điện tử của hãng tri-Ace của Nhật Bản là Valkyrie Profile.

## Các tên gọi khác
- Vanadís [11]
- Mardöll [11]
- Hörn [11]
- Gefn [11]
- Sýr [11]
- Froijenborg (Bài hát dân ca Thụy Điển)
- Valfreyja (Là 1 tước hiệu, có nghĩa là "Nữ chủ nhân của những linh hồn chết trận")

## Các dạng của tên "Freya"
- Freya
- Freyja - Tiếng Iceland
- Freja - Tiếng Đan Mạch và Thụy Điển
- Freia - Tiếng Đức
- Frea - Tên theo cuốn "Lịch sử của người Langobards"
- Reija - Tiếng Phần Lan
- Freo
- Frowa - Tiếng Anglo-Saxon
- Froya - Tiếng Na Uy
- Frøya
- Fröa
- Fröe
- Frīa - Ghi trong "Bài ca Merseburg" (Bản thứ 2: chữa thương cho ngựa của Wodan)
- Friia
- Frija

## Những mối liên hệ tiềm tàng

### Khổng
Frigg là nữ thần tối cao của Æsir, trong khi Freyja là nữ thần tối cao của Vanir. Có rất nhiều sự tranh luận có cả ủng hộ lẫn cả phản đối rằng Frigg và Freyja là một, người này là hiện thân của người kia.
Và lý lẽ dựa vào sự phân tích ngôn ngữ, những lý lẽ khác dựa vào một thực tế rằng Freyja không được biết tới ở Nam Đức, chỉ được biết tới ở phía Bắc Đức, và ở một vài nơi hai nữ thần được cho là một, và nơi khác thì hai người được cho là hoàn toàn riêng biệt.

### Gefjun
Vài học giả hiện đại nghĩ rằng nữ thần Gefjun là hiện thân của Frigg hoặc Freyja vì họ có rất nhiều điểm giống nhau.

### Gullveig
Dựa vào nhiều điểm giống nhau, tác giả Gabriel Turville-Petre đưa ra giả thiết rằng Gullveig, một nhà tiên tri trong Völuspá là tên khác của Freyja.